# Apertochrysa kichijoi
Apertochrysa kichijoi är en insektsart som först beskrevs av Shinji Kuwayama 1936.  Apertochrysa kichijoi ingår i släktet Apertochrysa och familjen guldögonsländor. Inga underarter finns listade i Catalogue of Life.